# コンサートの夜
コンサートの夜（コンサートのよる）は、1992年2月25日に森高千里が発表した15枚目のシングル。CDコードはWPDL-4279。

## 概要
- 「コンサートの夜」はアルバム『ROCK ALIVE』からの先行シングル曲、ただしアルバムには別音源で収録されている。ライヴがテーマの曲だけあって、森高のライヴでは「ペパーランド」と並んで定番だった。
- カップリングの「続・あるOLの青春〜A子の場合〜」はアルバム未収録曲、アルバム『古今東西』に収録された「あるOLの青春〜A子の場合〜（Moritaka Connection）」の続編にあたる楽曲。

## 収録曲
1. コンサートの夜
  - 作詞：森高千里、作曲・編曲：斉藤英夫
2. 続・あるOLの青春〜A子の場合〜（Moritaka Connection）
  - 作詞：森高千里、作曲・編曲：斉藤英夫